# Бессеж
Бессеж (фр. Bességes) — коммуна во французском департаменте Гар, на правом берегу реки Сез — притока Роны. На реке возведена плотина, спасающая город от наводнений.

## История
В Бессеже имеются весьма глубокие каменноугольные и железнорудные шахты, открытые в 1809 году, в 1833 году начал работу металлургический комбинат, в 1857 году к городу подведена железнодорожная ветка из Алеса.
В шахтах в 1861 и 1869 годах, вследствие проникновения в них воды, произошли страшные катастрофы. 11 октября 1861 года вышедший из берегов от проливных дождей водный поток затопил шахту. Погибло 110 человек, четверо выживших было найдено через несколько дней. Эти события вдохновили Гектора Мало написать роман «Без семьи» (фр. Sans famille 1878, русский перевод 1886, 1954), автор придал черты спасенного из шахты молодого человека главному герою романа Реми.
Муниципалитет создан в 1858 году из нескольких соседних районов. В конце XIX века население превосходило 11 000 человек.
Бессеж был развитым промышленным центром до середины XX века, в основном по добыче угля. Однако во второй половине XX века шахты были заброшены, в 1987 году закрыт сталелитейный завод. Сегодня Бессеж развивается в основном как туристический центр.

## Известные жители
- 5 января 1871 года здесь родился Эмиль Жуге — французский учёный-механик и инженер.